# ویندورنیالاک
ویندورنیالاک (به مجاری:  Vindornyalak) یک شهرداری در مجارستان است که در ناحیه کست‌هی واقع شده‌است. ویندورنیالاک ۴٫۴۹ کیلومتر مربع مساحت و ۸۵ نفر جمعیت دارد.